# Raffaella Carrà Show
Raffaella Carrà Show è stato un programma televisivo italiano andato in onda alle 20.30 su Canale 5 per 16 puntate da sabato 9 gennaio a sabato 23 aprile 1988, più 3 speciali abbinati: uno a dicembre 1987 "Benvenuta Raffaella" e due con il meglio e qualche dietro le quinte nel maggio del 1988, "Pubblico e privato del Raffaella Carrà show".

## Il programma
Condotto da Raffaella Carrà con la partecipazione di Lello Arena, Alfredo Papa, Corrado Tedeschi e le gemelle Mandy e Debbie Hill, lo show prevedeva ogni settimana la presenza di un super ospite internazionale (tra gli altri Mickey Rourke, Harry Belafonte, Joan Collins, Omar Sharif, Jerry Lewis, Larry Hagman e Linda Gray). 
Altri ospiti e numerosi personaggi famosi furono: Elliott Gould, Umberto Tozzi, Lola Flores e Paul Newman.
Nel programma la Carrà conduce interviste, introduce ospiti, duetta con cantanti internazionali e si esibisce nel suo repertorio canoro, cantando anche la sigla di testa 1, 2, 3, 4, Dancing di Danilo Vaona.
Piatto forte del programma erano anche le imitazioni di Alfredo Papa, che spaziavano dai politici Bettino Craxi e Francesco Cossiga fino ad arrivare a personaggi pubblici quali Maurizio Costanzo e Johnny Dorelli.
In onda dallo Studio 10 di Cologno Monzese, il varietà, dai costi faraonici ed ascolti discreti ma sotto le aspettative, segnò il debutto di Raffaella Carrà sulle reti Fininvest e quello di Sergio Japino come regista.
Nel dicembre 1987, è in onda su Canale 5 uno speciale dal titolo Benvenuta Raffaella. Durante lo speciale, dalla durata di 35 minuti, vengono mostrati i dietro le quinte dello spettacolo, pronto a debuttare da lì a poche settimane, ed interviste a Raffaella ed a Sergio Japino, coreografo e regista dello spettacolo, nonché, allora, compagno di Raffaella.
Il programma, che ricalcava i grandi show del sabato sera della Rai, veniva registrato il giovedì sera per permettere la diffusione in cassette del programma in tutte le sedi Fininvest d'Italia, poiché per le reti private non era ancora possibile trasmettere programmi in diretta. Il programma, co-prodotto dalla tv spagnola catalana TV3, verrà trasmesso in Spagna in una versione ridotta di 7 puntate nei mesi di luglio e agosto 1988 con una nuova sigla finale in spagnolo, No pensar en ti, e l'aggiunta di esibizioni di alcuni artisti catalani non presenti per la versione italiana di Canale 5.
La trasmissione è stata replicata, negli anni 90 e 2000 da altre reti Mediaset come Rete 4 e Happy Channel, mentre, più recentemente, è stata replicata su Rete 4 (in Ieri e oggi in tv), negli anni 2010 e su Mediaset Extra nell'estate 2021, in ricordo dell'artista scomparsa a luglio dello stesso anno. 

## Puntate
| Puntata                                     | Messa in onda    | Ospiti                                                                   | Telespettatori | Share  |
| ------------------------------------------- | ---------------- | ------------------------------------------------------------------------ | -------------- | ------ |
| Benvenuta Raffaella                         | 27 dicembre 1987 | -                                                                        |                |        |
| 1                                           | 9 gennaio 1988   | Jerry Lewis, Renato Zero, Gianfranco D'Angelo                            | 6.737.000      | 31,10% |
| 2                                           | 16 gennaio 1988  | Tom Jones                                                                | 5.059.000      | 22,71% |
| 3                                           | 23 gennaio 1988  | Ricchi e Poveri, Gilbert Montagné, Franco Nero, Sabrina Salerno          | 4.357.000      | 20,74% |
| 4                                           | 30 gennaio 1988  | Umberto Tozzi, Michael York, Joan Collins, Lola Flores                   | 4.874.000      | 23,20% |
| 5                                           | 6 febbraio 1988  | Gerry Scotti, Ruud Gullit, Serena Grandi, Peppino di Capri, Pierre Cosso | 4.819.000      | 22,26% |
| 6                                           | 13 febbraio 1988 | Harry Belafonte, Patty Pravo, Giuliana De Sio, Georges Descrieres        | 4.055.000      | 21,05% |
| 7                                           | 20 febbraio 1988 | Francesca Dellera, Giorgio Faletti, Oriella Dorella                      | 4.124.000      | 19,95% |
| 8                                           | 27 febbraio 1988 | Nino D'Angelo                                                            | 2.012.000      | 7,64%  |
| 9                                           | 5 marzo 1988     | Omar Sharif, Luca Barbareschi, Brigitte Nielsen, Massimo Ranieri         | 4.380.000      | 19,40% |
| 10                                          | 12 marzo 1988    | Matia Bazar, Lory Del Santo, Zucchero Fornaciari                         | 4.071.000      | 18,40% |
| 11                                          | 19 marzo 1988    | Fausto Leali                                                             | 5.117.000      | 26,16% |
| 12                                          | 26 marzo 1988    | Renato Pozzetto, Massimo Ranieri                                         | 4.631.000      | 22,85% |
| 13                                          | 2 aprile 1988    | Sandra Milo, Ricchi e Poveri, Joe Cocker                                 | 4.264.000      | 22,58% |
| 14                                          | 9 aprile 1988    | Mireille Mathieu, Linda Gray, Peppino di Capri                           | 4.519.000      | 21,90% |
| 15                                          | 16 aprile 1988   | Mickey Rourke                                                            | 3.800.000      | 18,86% |
| 16                                          | 23 aprile 1988   | Teresa De Sio, Ezio Greggio, Renato Zero                                 | 3.949.000      | 20,38% |
| Pubblico e privato del Raffaella Carrà Show | 30 aprile 1988   | -                                                                        |                |        |
| Pubblico e privato del Raffaella Carrà Show | 7 maggio 1988    | -                                                                        |                |        |